# Cachkadzor
Cachkadzor (orm. Ծաղկաձոր) – miasto w środkowej Armenii, w prowincji Kotajk, położone około 50 km na północ od Erywania. Leży na południowo-wschodnich zboczach góry Cachkuniac (2819 m), na wysokości 1750–1825 m n.p.m. Ludność: 1,6 tys. (2001). Cachkadzor to popularne w Armenii uzdrowisko, ośrodek turystyki i sportów zimowych. Na pobliskiej górze Techenis (2850 m) znajdują się wyciągi narciarskie. Miasto znane jest również z zespołu klasztornego Keczaris z XI-XII wieku.

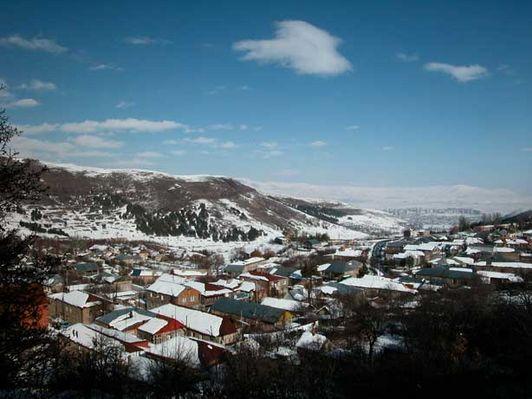
Widok na centrum Cachkadzor

Nazwa miasta oznacza w języku armeńskim „wąwóz kwiatów”.